# 남자 창던지기 대한민국 기록 추이
남자 창던지기 대한민국 기록 추이는 다음과 같다.
| #                        | 기록     | 차이    | 선수   | 소속     | 날짜             | 대회명                                    | 개최지              | 경기장           | 주석 및 기타                     | 동영상 |
|                          | 61m 81   | + cm    | 박수권 | 석공     | 1964. 06. 14     | 제18회 전국 남녀 육상 경기 선수권 대회    | 대한민국 서울       | 효창경기장       | 종전 기록 : 58m 80               |        |
|                          | 70m 00   | -       | 박수권 | 호남비료 | 1968. 04. 25     | 육상 공인 기록회                          | 대한민국 서울특별시 | 효창 운동장      | 종전 68.07                       |        |
|                          | 74m 48   |         | 양은녕 | 영남대   | 1982. 05. 29     | 제37회 전국 종별 육상 대회                |                     |                  | 종전 71m88                       |        |
|                          | 77m 48 ? | + 0.18m | 김순윤 | 한국체대 | 1985. 04. 27     | 85 육상 시즌 오픈 기록회                  | 대한민국 서울       | 서울 운동장      | 종전 76.86                       |        |
|                          | 77m 58   | + 0.10m | 김순윤 | 한국체대 | 1985. 05. 11     | 제14회 전국 종별 육상 경기 선수권 대회    | 대한민국 서울       | 동대문운동장     | [ 5 ]                            |        |
| 1986년 4월 1일 규정 변경 |          |         |        |          |                  |                                           |                     |                  |                                  |        |
|                          | 73m 74   | + cm    | 긴순윤 | 한국체대 | 1986. 04. 18     | 제15회 전국종별육상경기 선수권대회        |                     |                  |                                  |        |
|                          | 77m 30 ? | + 3.56m | 이욱종 | 서울시청 | 1988. 06. 11     | 제42회 전국 육상 경기 선수권 대회         | 대한민국 서울       | 올림픽 주경기장  | [ 6 ]                            |        |
|                          | 78m 10   | + 0.52m | 이욱종 | 경찰대학 | 1988. 09. 24 `88 | 서울올림픽대회                            |                     |                  |                                  |        |
|                          | 79m 08   | +0.98m  | 김기훈 | 안양시청 | 1992. 04. 17     | 제46회 전국 남녀 대학 대항 육상 경기 대회 | 대한민국 성남       | 성남공설운동장   |                                  |        |
|                          | 81m 46   | + 2.38m | 박재명 | 한국체대 | 2003. 04. 23     | 제32회 전국 종별 육상 경기 선수권 대회    | 대한민국 전주       | 전주 종합 경기장 | 종전 기록 : 80m 96 박재명 02년 4 |        |
|                          | 83m 99   | + 2.53m | 박재명 | 태백시청 | 2004. 03. 13     | 뉴질랜드 육상 경기 선수권 대회            | 뉴질랜드 웰링턴     |                  | NR                               |        |

## 같이 보기
- 남자 창던지기 세계 기록 추이
- 여자 창던지기 대한민국 기록 추이
- 여자 창던지기 세계 기록 추이